# Lemurinae
Lemurinae é a subfamília que inclui os lêmures da família Lemuridae. A taxonomia inclui os varecias, lémur-de-cauda-anelada e os lêmures marrons, do gênero Lemur.
- Gênero Eulemur
  - Eulemur albifrons
  - Eulemur albocollaris
  - Eulemur cinereiceps
  - Eulemur coronatus
  - Eulemur collaris
  - Eulemur fulvus
  - Eulemur macaco
  - Eulemur mongoz
  - Eulemur rubriventer
  - Eulemur rufus
  - Eulemur sanfordi
- Gênero Lemur
  - Lemur catta
- Gênero Varecia
  - Varecia variegata
    - Varecia variegata variegata
    - Varecia variegata editorum
    - Varecia variegata subcincta

  - Varecia rubra